# باتريك نورتن
باتريك نورتن (بالإنجليزية: Patrick Norton)‏ هو سياسي أيرلندي، ولد في 1928. حزبياً، نشط في فيانا فايل.

## مناصب
- انتخب عضو مجلس الشيوخ من أيرلندا عن دائرة اللجنة الإدارية [الإنجليزية]‏ وقد انضم خلال فترته النيابية ‏ (5 نوفمبر 1969 – 30 أبريل 1973) للكتلة البرلمانية فيانا فايل.
- انتخب نائب دييل عن دائرة Kildare (Dáil constituency) [الإنجليزية]‏ وقد انضم خلال فترته النيابية ‏ (22 فبراير 1969 – 21 مايو 1969) للكتلة البرلمانية فيانا فايل.
- انتخب نائب دييل عن دائرة Kildare (Dáil constituency) [الإنجليزية]‏ وقد انضم خلال فترته النيابية ‏ (1 نوفمبر 1967 – 22 فبراير 1969) للكتلة البرلمانية مستقل.
- في الانتخابات العمومية الإيرلندية 1965 [الإنجليزية]‏، انتخب نائب دييل عن دائرة Kildare (Dáil constituency) [الإنجليزية]‏ وقد انضم خلال فترته النيابية ‏ (21 أبريل 1965 – 1 نوفمبر 1967) للكتلة البرلمانية حزب العمال (جمهورية أيرلندا).